# Prigorodka
Prigorodka (en rus: Пригородка) és un poble de l'óblast de Lípetsk, a Rússia, que el 2011 tenia 3.399 habitants. Pertany al districte rural d'Úsman.